# میزبان بی‌نظیر
میزبان بی‌نظیر (انگلیسی: The Perfect Host) فیلمی در ژانر کمدی سیاه و تریلر روانشناسانه به کارگردانی نیک تامنی است که در سال ۲۰۱۰ منتشر شد. این فیلم بازسازی فیلمی کوتاه از تامنی به نام میزبان (انگلیسی: The Host) در سال ۲۰۰۱ است. از بازیگران آن می‌توان به دیوید هاید پیرس، هلن ردی و ناتانیل پارکر اشاره کرد.

## خلاصه داستان
مجرمی در کش و مکش‌های گروگان‌گیری خود به مهمانی می‌رود که در آن گروگان میزبان است اما چگونه این اتفاق می‌افتد…